# John Newbery
John Newbery (Waltham St. Lawrence, 9 luglio 1713 – Canonbury, 22 dicembre 1767) è stato uno scrittore e editore britannico.
Considerato come il "padre della letteratura per ragazzi", durante la sua carriera ha pubblicato varie opere di scrittori quali Christopher Smart, Oliver Goldsmith e Samuel Johnson. 
Tra le sue opere più importanti, figurano A little pretty pocket book pubblicato nel 1744.
In suo onore e memoria, nel 1922 gli fu intitolato il premio letterario Medaglia Newbery.